# Seznam dílů seriálu Případy 1. oddělení
Toto je seznam dílů seriálu Případy 1. oddělení. Český kriminální seriál Případy 1. oddělení je vysílán od 6. ledna 2014 na stanici ČT1.

## Přehled řad
| Řada | Díly | Premiéra v ČR | Premiéra v ČR      |
| Řada | Díly | První díl     | Poslední díl       |
| ---- | ---- | ------------- | ------------------ |
| 1    | 14   | 6. ledna 2014 | 7. dubna 2014      |
| 2    | 8    | 4. ledna 2016 | 22. února 2016     |
| 3    | 13   | 5. září 2022  | 28. listopadu 2022 |

## Seznam dílů

### První řada (2014)
- Natáčeno v roce 2013[1]

| Č. v seriálu | Č. v řadě | Název               | Režie          | Scénář                   | Datum premiéry  | Sledovanost |
| ------------ | --------- | ------------------- | -------------- | ------------------------ | --------------- | ----------- |
| 1            | 1         | Rozčtvrcená         | Dan Wlodarczyk | Josef Mareš, Jan Malinda | 6. ledna 2014   | 1,766       |
| 2            | 2         | Fantom z Jižáku     | Dan Wlodarczyk | Josef Mareš, Jan Malinda | 13. ledna 2014  | 1,517       |
| 3            | 3         | Doživotní chyba     | Peter Bebjak   | Josef Mareš, Jan Malinda | 20. ledna 2014  | 1,421       |
| 4            | 4         | Klíčový důkaz       | Peter Bebjak   | Josef Mareš, Jan Malinda | 27. ledna 2014  | 1,478       |
| 5            | 5         | Laborant            | Peter Bebjak   | Josef Mareš, Jan Malinda | 3. února 2014   | 1,498       |
| 6            | 6         | Nenávist            | Dan Wlodarczyk | Josef Mareš, Jan Malinda | 10. února 2014  | 1,522       |
| 7            | 7         | 48 hodin            | Dan Wlodarczyk | Josef Mareš, Jan Malinda | 17. února 2014  | 1,518       |
| 8            | 8         | Policajt na odstřel | Peter Bebjak   | Josef Mareš, Jan Malinda | 24. února 2014  | 1,497       |
| 9            | 9         | Totožnost           | Dan Wlodarczyk | Josef Mareš, Jan Malinda | 3. března 2014  | 1,563       |
| 10           | 10        | Sladký vyděrač      | Dan Wlodarczyk | Josef Mareš, Jan Malinda | 10. března 2014 | 1,507       |
| 11           | 11        | Hodinka k dobru     | Peter Bebjak   | Josef Mareš, Jan Malinda | 17. března 2014 | 1,501       |
| 12           | 12        | Důvod k zabití      | Peter Bebjak   | Josef Mareš, Jan Malinda | 24. března 2014 | 1,426       |
| 13           | 13        | Smrt novináře       | Dan Wlodarczyk | Josef Mareš, Jan Malinda | 31. března 2014 | 1,514       |
| 14           | 14        | Klubové barvy       | Dan Wlodarczyk | Josef Mareš, Jan Malinda | 7. dubna 2014   | 1,487       |

### Druhá řada (2016)
- Natáčeno v roce 2015[16]

| Č. v seriálu | Č. v řadě | Název            | Režie          | Scénář                   | Datum premiéry | Sledovanost |
| ------------ | --------- | ---------------- | -------------- | ------------------------ | -------------- | ----------- |
| 15           | 1         | Slepý svědek     | Dan Wlodarczyk | Josef Mareš, Jan Malinda | 4. ledna 2016  | 1,623       |
| 16           | 2         | Informátor       | Dan Wlodarczyk | Josef Mareš, Jan Malinda | 11. ledna 2016 | 1,692       |
| 17           | 3         | Súdánský student | Dan Wlodarczyk | Josef Mareš, Jan Malinda | 18. ledna 2016 | 1,697       |
| 18           | 4         | Děti na odpis    | Dan Wlodarczyk | Josef Mareš, Jan Malinda | 25. ledna 2016 | 1,779       |
| 19           | 5         | Tělo             | Peter Bebjak   | Josef Mareš, Jan Malinda | 1. února 2016  | 1,886       |
| 20           | 6         | Olizovač         | Peter Bebjak   | Josef Mareš, Jan Malinda | 8. února 2016  | 1,792       |
| 21           | 7         | Krádež století   | Peter Bebjak   | Josef Mareš, Jan Malinda | 15. února 2016 | 1,736       |
| 22           | 8         | Poslední případ  | Peter Bebjak   | Josef Mareš, Jan Malinda | 22. února 2016 | 1,894       |

### Třetí řada (2022)
- Natáčeno v letech 2021 a 2022[25][26]

| Č. v seriálu | Č. v řadě | Název         | Režie         | Scénář                   | Datum premiéry     | Sledovanost |
| ------------ | --------- | ------------- | ------------- | ------------------------ | ------------------ | ----------- |
| 23           | 1         | Podnájemníci  | Peter Bebjak  | Josef Mareš, Jan Malinda | 5. září 2022       | 1,321       |
| 24           | 2         | Flaška        | Peter Bebjak  | Josef Mareš, Jan Malinda | 12. září 2022      | 1,384       |
| 25           | 3         | Veteráni      | Michal Blaško | Josef Mareš, Jan Malinda | 19. září 2022      | 1,482       |
| 26           | 4         | Exploze       | Michal Blaško | Josef Mareš, Jan Malinda | 26. září 2022      | 1,447       |
| 27           | 5         | Řetízek       | Michal Blaško | Josef Mareš, Jan Malinda | 3. října 2022      | 1,491       |
| 28           | 6         | Taxivrah      | Peter Bebjak  | Josef Mareš, Jan Malinda | 10. října 2022     | 1,439       |
| 29           | 7         | Tramvaj       | Peter Bebjak  | Josef Mareš, Jan Malinda | 17. října 2022     | 1,481       |
| 30           | 8         | Střihač       | Michal Blaško | Josef Mareš, Jan Malinda | 24. října 2022     | 1,462       |
| 31           | 9         | Romeo a Julie | Peter Bebjak  | Josef Mareš, Jan Malinda | 31. října 2022     | 1,569       |
| 32           | 10        | Smolař        | Peter Bebjak  | Josef Mareš, Jan Malinda | 7. listopadu 2022  | 1,600       |
| 33           | 11        | Spolubydlící  | Michal Blaško | Josef Mareš, Jan Malinda | 14. listopadu 2022 | 1,608       |
| 34           | 12        | Loterie       | Michal Blaško | Josef Mareš, Jan Malinda | 21. listopadu 2022 | 1,558       |
| 35           | 13        | Trik          | Peter Bebjak  | Josef Mareš, Jan Malinda | 28. listopadu 2022 | 1,501       |